# A' katīgoria (pallavolo femminile)
L'A' katīgoria è la massima serie del campionato cipriota di pallavolo femminile: al torneo partecipano otto squadre di club cipriote e la squadra vincitrice si fregia del titolo di campione di Cipro.

## Albo d'oro
| Anno             | Podio              | Podio              | Podio              |
| Campione         | Seconda            | Terza              |                    |
| ---------------- | ------------------ | ------------------ | ------------------ |
| 1978 Dettagli    | AEL Limassol       | Apoel Nicosia      | -                  |
| 1978-79 Dettagli | AEL Limassol       | Apoel Nicosia      | -                  |
| 1979-80 Dettagli | AEL Limassol       | Apoel Nicosia      | -                  |
| 1980-81 Dettagli | AEL Limassol       | Nea Salamis        | -                  |
| 1981-82 Dettagli | AEL Limassol       | Nea Salamis        | -                  |
| 1982-83 Dettagli | AEL Limassol       | Nea Salamis        | -                  |
| 1983-84 Dettagli | AEL Limassol       | Apoel Nicosia      | -                  |
| 1984-85 Dettagli | AEL Limassol       | Apoel Nicosia      | -                  |
| 1985-86 Dettagli | AEL Limassol       | Apoel Nicosia      | -                  |
| 1986-87 Dettagli | AEL Limassol       | Apoel Nicosia      | -                  |
| 1987-88 Dettagli | AEL Limassol       | Apoel Nicosia      | -                  |
| 1988-89 Dettagli | AEL Limassol       | AEK Larnaca        | -                  |
| 1989-90 Dettagli | AEL Limassol       | Olympiada Neapolīs | -                  |
| 1990-91 Dettagli | AEL Limassol       | Olympiada Neapolīs | -                  |
| 1991-92 Dettagli | Olympiada Neapolīs | AEL Limassol       | -                  |
| 1992-93 Dettagli | AEL Limassol       | Anorthōsīs         | -                  |
| 1993-94 Dettagli | AEL Limassol       | Anorthōsīs         | -                  |
| 1994-95 Dettagli | AEL Limassol       | Anorthōsīs         | -                  |
| 1995-96 Dettagli | AEL Limassol       | Anorthōsīs         | -                  |
| 1996-97 Dettagli | AEL Limassol       | Anorthōsīs         | -                  |
| 1997-98 Dettagli | AEL Limassol       | Anorthōsīs         | -                  |
| 1998-99 Dettagli | AEL Limassol       | Apollōn Limassol   | -                  |
| 1999-00 Dettagli | AEL Limassol       | Anorthōsīs         | -                  |
| 2000-01 Dettagli | AEL Limassol       | Apollōn Limassol   | -                  |
| 2001-02 Dettagli | Anorthōsīs         | AEL Limassol       | -                  |
| 2002-03 Dettagli | AEL Limassol       | Apollōn Limassol   | -                  |
| 2003-04 Dettagli | Anorthōsīs         | AEL Limassol       | -                  |
| 2004-05 Dettagli | AEL Limassol       | Anorthōsīs         | -                  |
| 2005-06 Dettagli | Anorthōsīs         | AEL Limassol       | -                  |
| 2006-07 Dettagli | AEK Larnaca        | AEL Limassol       | -                  |
| 2007-08 Dettagli | AEL Limassol       | Anorthōsīs         | AEK Larnaca        |
| 2008-09 Dettagli | AEL Limassol       | Anorthōsīs         | Apollōn Limassol   |
| 2009-10 Dettagli | Anorthōsīs         | AEL Limassol       | Apollōn Limassol   |
| 2010-11 Dettagli | Apollōn Limassol   | Anorthōsīs         | AEL Limassol       |
| 2011-12 Dettagli | AEL Limassol       | Apollōn Limassol   | Anorthōsīs         |
| 2012-13 Dettagli | Anorthōsīs         | Apollōn Limassol   | AEL Limassol       |
| 2013-14 Dettagli | Apollōn Limassol   | Anorthōsīs         | AEL Limassol       |
| 2014-15 Dettagli | Apollōn Limassol   | AEK Larnaca        | Anorthōsīs         |
| 2015-16 Dettagli | Apollōn Limassol   | AEK Larnaca        | Anorthōsīs         |
| 2016-17 Dettagli | Apollōn Limassol   | AEL Limassol       | AEK Larnaca        |
| 2017-18 Dettagli | Anorthōsīs         | AEK Larnaca        | Apollōn Limassol   |
| 2018-19 Dettagli | Anorthōsīs         | AEL Limassol       | AEK Larnaca        |
| 2019-20 Dettagli | Non assegnato      | Non assegnato      | Non assegnato      |
| 2020-21 Dettagli | AEL Limassol       | Apollōn Limassol   | Olympiada Neapolīs |
| 2021-22 Dettagli | Apollōn Limassol   | Olympiada Neapolīs | AEL Limassol       |
| 2022-23 Dettagli | Olympiada Neapolīs | Apollōn Limassol   | AEL Limassol       |

## Palmarès
| Squadra            | Titolo | Stagione |
| ------------------ | ------ | --- |
| AEL Limassol       | 29     | 1978, 1978-79, 1979-80, 1980-81, 1981-82, 1982-83, 1983-84, 1984-85, 1985-86, 1986-87, 1987-88, 1988-89, 1989-90, 1992-93, 1993-94, 1994-95, 1995-96, 1996-97, 1997-98, 1998-99, 1999-00, 2000-01, 2002-03, 2004-05, 2007-08, 2008-09, 2011-12, 2020-21 |
| Anorthōsīs         | 7      | 2001-02, 2003-04, 2005-06, 2009-10, 2012-13, 2017-18, 2018-19 |
| Apollōn Limassol   | 6      | 2010-11, 2013-14, 2014-15, 2015-16, 2016-17, 2021-22 |
| Olympiada Neapolīs | 2      | 1991-92, 2022-23 |
| AEK Larnaca        | 1      | 2006-07 |